# Bebo Wager

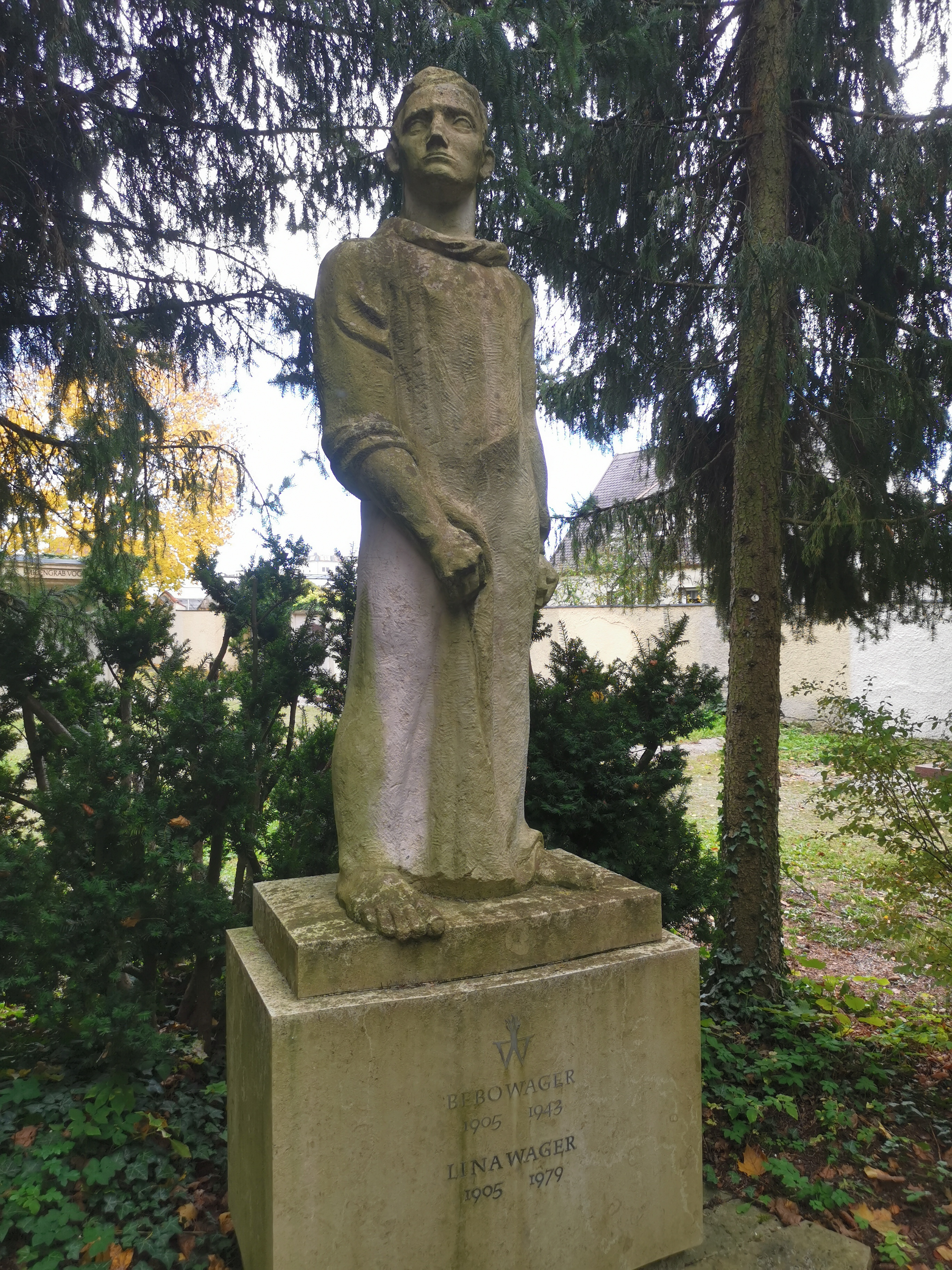
Ehrengrab Josef „Bebo“ Wager in Augsburg

Josef „Bebo“ Wager (* 29. Dezember 1905 in Augsburg; † 12. August 1943 in München) war ein deutscher Widerstandskämpfer, der von 1933 bis zu seiner Verhaftung im Jahr 1942 gegen das NS-Regime kämpfte. Im Juni 1933 gründete er mit Freunden aus Jugend-, Sport- und Bildungsverbänden der verbotenen Sozialdemokratischen Partei in Augsburg, Kempten (Allgäu), Ulm, Günzburg und anderen Städten Schwabens eine Widerstandsgruppe, die sich später „Revolutionäre Sozialisten“ nannte.

## Leben

### Jugend und Familie
Bebo Wager wurde 1905 in einer Augsburger Arbeiterfamilie geboren. Seine Eltern waren Josef und Emma Wager (geb. Gellinger). Sein Vater kehrte aus dem Ersten Weltkrieg als Kriegsinvalide und nicht mehr erwerbsfähig zurück.
Wager begann eine Berufsausbildung zum Dreher, die er bei Riedinger in Augsburg absolvierte. Im Jahr 1923 wurde er Mitglied im Deutschen Metallarbeiter-Verband (DMV) und wechselte 1927 von Riedinger zur Maschinenfabrik Augsburg-Nürnberg (MAN) in Augsburg. Bei der MAN arbeitete er zunächst als Dreher und ab 1929 als Elektriker.
Im Alter von 23 Jahren heiratete er seine Frau Lina, die später ebenfalls für die Revolutionären Sozialisten arbeitete. Aus der Ehe gingen die Kinder Heinz, Hanna und Helmut hervor.

### Politische Aktivitäten
Ab 1923 engagierte sich Bebo Wager politisch. Im Alter von 17 Jahren trat er in die Sozialistische Arbeiterjugend ein und war als Ortsgruppenleiter für den Bezirk der Jakobervorstadt im Jugendausschuss der Sozialdemokratischen Partei Deutschlands tätig.
Im Sommer 1933 gründete er gemeinsam mit Freunden eine illegale sozialdemokratische Gruppe. 1934 begann sein Engagement für die Widerstandsgruppe Revolutionäre Sozialisten, deren Leitung er 1941 übernahm. Diese Gruppe war ein Teil der Organisation Neu Beginnen.

### Verhaftung und Tod
Bebo Wager wurde am 12. April 1942 verhaftet. Der Prozess wurde am 22. März 1943 eröffnet. In der Hauptverhandlung am 27. Mai 1943 in Innsbruck wurde er durch den Volksgerichtshof wegen Hochverrats zum Tode verurteilt. Am 12. August 1943 wurde er im Stadelheimer Gefängnis in München hingerichtet.
Zunächst wurde Bebo Wager zusammen mit Hermann Frieb, dem Leiter der illegalen Sozialdemokratie in München, auf dem Friedhof Perlacher Forst beigesetzt. 1947 wurde er exhumiert und in einem Ehrengrab auf dem Westfriedhof in Augsburg bestattet.

## Ehrungen
Im Augsburger Stadtteil Pfersee wurde zu Ehren Bebo Wagers eine Straße benannt. Die Berufsschulen 1, 2 und 7 in Augsburg tragen seinen Namen. Die Arbeiterwohlfahrt (AWO) Augsburg unterhält das Bebo-Wager-Haus, eine nach Wager benannte Einrichtung für psychisch Erkrankte.
Aus Anlass seines 100. Geburtstages verliehen die Augsburger SPD, die AWO Augsburg und die AWO Schwaben den Bebo-Wager-Preis. Damit wurden Schülerprojekte ausgezeichnet, die sich mit dem Nationalsozialismus auseinandersetzten.